# 山崎平八郎
山崎 平八郎（やまざき へいはちろう、1911年12月16日 - 1989年1月11日 ）は、日本の農林官僚、政治家。
国土庁長官（第14代、第2次中曽根内閣）、衆議院議員（7期）などを歴任。福岡県大川市出身。勲一等瑞宝章受章。

## 来歴・人物
山崎四郎の息子として生まれた。幼くして父と死別したため、子供のいない父方の伯父・達之輔（のちに立憲政友会所属代議士、農林大臣・逓信大臣・農商務大臣）に育てられた。自治大臣を務めた山崎巌は父方の叔父にあたる。
旧制佐賀高等学校を経て1939年九州帝国大学農学部農業工学科卒業。
大学卒業後、農林省に入省。九州農政局長を退官後の1969年、前年死去した叔父・巌の後継者として衆議院議員選挙に福岡3区から自由民主党公認で立候補し初当選（当選同期に小沢一郎・羽田孜・梶山静六・渡部恒三・奥田敬和・林義郎・綿貫民輔・塩崎潤・森喜朗・村田敬次郎・松永光・江藤隆美・中山正暉・浜田幸一など）。その後連続当選7回。党内では福田派→安倍派に属し、文部政務次官や農林政務次官を歴任。第2次中曽根内閣では国土庁長官を務める。
1988年4月の春の叙勲で勲一等瑞宝章を受章した。
議員在職中の1989年1月11日、死去した。77歳没。同月13日、特旨を以て位を七級追陞され、正七位から従三位に叙された。追悼演説は翌1989年2月14日、衆議院本会議で細谷治嘉により行われた。
地盤は建設官僚だった古賀一成が引き継いだ。